# 巴鲵属
巴鲵属(Liua )是有尾目小鲵科的一属动物。巴鲵属下的物種原本被視為北鲵属下的物種。巴鲵属內的不同种以及不同亚种之间生长状况也不同，而且多種條件制约。

## 種類
- 巫山巴鲵（Liua shihi）
- 秦巴巴鲵（Liua tsinpaensis）